# Facteur d'activation plaquettaire
Le facteur d'activation plaquettaire (PAF) est un étherlipide, une classe de phosphoglycérides (PL) contenant une liaison éther  avec une chaîne grasse alkyle en position sn-1 du squelette du glycérol (le PAF est donc considéré comme un plasmalogène) et un acétyle en position sn-2. La position sn-3 est occupée par la phosphatidylcholine. Le PAF est formé après l'action de la phospholipase A2 sur un dérivé alkyle de phosphatidylcholine pour former un précurseur inactif que l'on appelle lysoPAF.
Le PAF a comme effets physio(patho)logiques de provoquer une réaction inflammatoire aiguë par dégranulation histaminique des mastocytes et appel d'éicosanoïdes (leucotriènes, thromboxanes, prostaglandines...). Il peut aussi provoquer un choc anaphylactique avec un bronchospasme extrêmement violent ; il intervient dans la régulation de l'agrégation plaquettaire. À noter que le PAF est actif à très faible concentration (10−12 M). Le PAF est excrété de façon juxtacrine et agit directement sur les mastocytes ou les polynucléaires.
Sa synthèse a lieu selon un processus de modification enzymatique d'un éther phospholipide (1-alkyl,2-arachidonoyl-glycérophosphocholine) dont le résidu arachidonyle en sn-2 est remplacé par un résidu acétyle. Dans un premier temps, la phospholipase A2 en présence de Ca2+ vient hydrolyser la liaison ester en sn-2, libérant le LysoPAF (1-alkyl-glycérophosphocholine) et l'acide arachidonique, puis dans un second temps, la LysoPAF acétylCoA transférase ajoute le résidu acétyle au LysoPAF. Le PAF est la 1-alkyl,2-acétyl-glycérophosphocholine.
Il est hydrolysé en quelques secondes par la PAF acétylhydrolase, les produits de la réaction n'ayant plus les propriétés de messager du PAF.

## Histoire

### Découverte
Le médiateur a été décrit pour la première fois dans la littérature scientifique en 1966, lorsque les chercheurs Barbaro et Zvaifler ont décrit une substance provoquant une libération d’histamine induite par un antigène à partir des plaquettes de lapin produisant des anticorps lors d’une anaphylaxie cutanée passive. Près de quatre ans plus tard, Henson a décrit un « facteur soluble » libéré par les leucocytes qui induisait la libération d’amines vasoactives dans les plaquettes. D'autres observations par les chercheurs Siraganuan et Osler ont décrit l’existence d'une substance diluée ayant la capacité d'activer les plaquettes.
En 1972, Jacques Benveniste et ses collègues ont approfondi les découvertes des deux études précédentes et ont décrit un nouveau facteur qui induisait l'agrégation et la sécrétion des plaquettes, participant à une libération d'histamine dépendante des leucocytes à partir des plaquettes de lapin. Ils ont introduit le terme PAF pour la première fois dans la revue Nature. Pour étudier le PAF, Benveniste a préparé une mesure de PAF à partir de 100 L de sang de porc, ce qui a donné une solution de 100 L dont 1 µL suffisait à induire l’agrégation plaquettaire. Cependant, cette quantité de PAF était trop faible pour permettre l'utilisation des techniques de l'époque telles que la spectrométrie de masse ou la résonance magnétique, qui auraient pu déterminer la structure du composé bioactif.

### Élucidations de la structure et de la synthèse
Les premières analyses biochimiques du PAF ont été réalisées en 1977, également par l’équipe de Benveniste : en utilisant des lipases, ils démontrent que le PAF est chimiquement distinct des prostaglandines et d’autres facteurs connus, et posséderait une structure lipidique originale. Deux ans plus tard Constantinos A. Demopoulos et ses collègues au Texas ont publié la structure complète du PAF (1-O-alkyl-2-acetyl-sn-glycéro-3-phosphocholine) sous le nom d'AcGEPC (Acetyl-glyceryl-ether-phosphocholine), qui a montré des activités biologiques indiscernables de celles du PAF généré naturellement chez le lapin. Dix-neuf jours plus tard, la même structure a été rapportée par un groupe dirigé par Fred Snyder, qui évaluaient les propriétés d'un composé isolé dans les reins, responsable d'une activité biologique particulière, connue sous le nom de lipide rénomédullaire polaire antihypertenseur. Ces études ont été suivies en 1979 d'un article de Benveniste, qui a ensuite proposé le nom de PAF-acéther. Hanahan et ses collègues ont formellement confirmé la structure du PAF en 1980 en utilisant la spectrométrie de masse et ont simplifié l'abréviation du nom de la molécule en AGEPC. Benveniste et ses collègues ont également fourni la première preuve que les plaquettes synthétisent le PAF et ont déterminé la localisation sous-cellulaire de la biosynthèse du PAF dans les neutrophiles humains,. Un premier article citant ses travaux a été publié dans Nature en 1980.

## Propriétés physiques

### Identification
Le PAF est un phospholipide bioactif présent en très faibles quantités dans les tissus. Il est soluble dans les solvants organiques polaires mais peu soluble dans l'eau. Il est thermolabile et sensible aux agents oxydants.

### Structure de la molécule
La structure chimique du PAF est caractérisée par un squelette de glycérol, qui est acylé en position sn-1 par un acide gras, généralement une chaîne acylée de 16 atomes de carbone, et possède un groupe acétyle en position sn-2. Cette disposition spécifique confère au PAF son activité biologique et lui permet d'interagir efficacement avec son récepteur, le PAF-R, un récepteur couplé aux protéines G présent sur divers types de cellules, y compris les cellules immunitaires. Les groupes fonctionnels du PAF comprennent un groupe tête phosphocholine, ce qui contribue à sa solubilité dans les membranes biologiques, et un acide gras lié par éther en position sn-1, ce qui le distingue des autres glycérophospholipides. Cette structure unique est cruciale pour le rôle biologique du PAF : toute modification de sa structure peut réduire considérablement son activité biologique.

## Fonctions biologiques
Le PAF est un médiateur lipidique puissant avec des effets immunomodulateurs significatifs et joue un rôle important dans divers processus biologiques, en particulier ceux impliquant l'inflammation et la réponse immunitaire. Il a été démontré que le PAF module l'activation et la prolifération des lymphocytes T et B, ce qui en fait un médiateur dans divers processus pathologiques,.

### Réponse inflammatoire et signalisation du PAF
Le PAF joue un rôle clé dans la promotion de l'inflammation aiguë, en recrutant des leucocytes polymorphonucléaires vers les sites de blessure ou d'infection.  Il induit la dislocation des jonctions endothéliales, entraînant une augmentation de la perméabilité vasculaire, une caractéristique majeure de la réponse inflammatoire.  Le PAF peut également altérer l'élimination des cellules apoptotiques et amplifier la réponse inflammatoire en favorisant le recrutement et l'activation des leucocytes. Ce médiateur lipidique agit comme un signal entre les cellules voisines, et son système de signalisation peut déclencher des cascades inflammatoires et thrombotiques. Lorsqu'il agit avec d'autres médiateurs, il amplifie ces cascades et permet des interactions entre l'inflammation et la thrombose.
Les différentes formes de PAF, comme le PAF alkylé et le PAF acylé, ont des effets variés : le premier favorise l'inflammation, tandis que le second peut atténuer certaines réponses inflammatoires. Ce rôle dual souligne la complexité des fonctions du PAF dans différents contextes biologiques, en particulier dans les scénarios d'inflammation aiguë par rapport à ceux d'inflammation chronique.
En cas de réactions allergiques, le PAF initie également une réponse inflammatoire, particulièrement dans la peau humaine et chez les animaux de laboratoire. Ce processus est amplifié par l'utilisation de vasodilatateurs (ex. : prostaglandine E1) et inhibé par des vasoconstricteurs. Le PAF est aussi un médiateur essentiel de la bronchoconstriction et de l'agrégation plaquettaire, jouant un rôle crucial dans l'hémostase. Enfin, le PAF est impliqué dans des processus physiopathologiques graves, comme la chute de la pression artérielle et le choc induits par des toxines, notamment les fragments de bactéries détruites, ce qui peut entraîner une défaillance cardiaque et la mort.

### Fonctions immunologiques
Dans le système immunitaire, le PAF est impliqué dans la modulation des activités des macrophages, qui sont cruciaux pour les réponses pro-inflammatoires et anti-inflammatoires. Les macrophages expriment plusieurs récepteurs qui réagissent à divers stimuli, y compris le PAF, qui peut augmenter leur activité phagocytaire et leur signalisation pro-inflammatoire lors des infections. Cependant, lorsqu'ils traitent des cellules apoptotiques, les macrophages peuvent passer à un état anti-inflammatoire grâce à l'interaction de la phosphatidylsérine avec ses récepteurs, illustrant les rôles nuancés des macrophages dans l'inflammation et l'immunité.

### Rôle dans les processus inflammatoires et les maladies chroniques
Des taux élevés de PAF sont associés à diverses pathologies telles que les réactions allergiques, les accidents vasculaires cérébraux, les sepsis, les infarctus du myocarde, la colite, certains cancers et la sclérose en plaques. Pour limiter les effets du PAF dans ces maladies, des antagonistes du PAF d'origine naturelle et synthétique ont été étudiés. Ces composés ne provoquent pas de réponse inflammatoire lors de leur liaison, mais bloquent ou atténuent l'effet du PAF. Il s'agit par exemple du CV-3988 qui bloque les événements de signalisation associés à l'expression et à la liaison du PAF à son récepteur, du SM-12502 qui est métabolisé dans le foie par l'enzyme CYP2A6, ou encore de la rupatadine qui est un antihistaminique utilisé pour traiter les allergies.

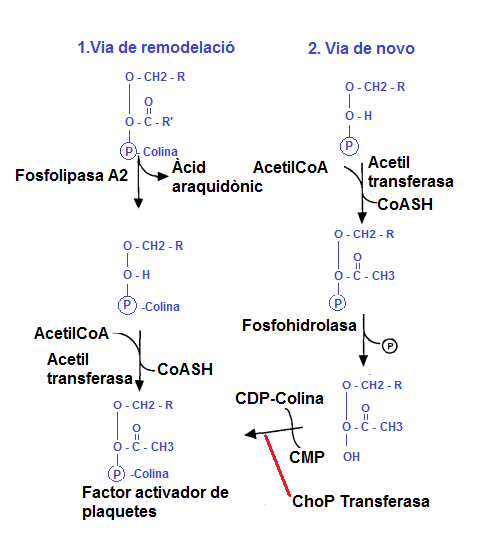
Les deux voies de synthèse naturelle du PAF (schéma en espagnol)

## Production

### Biosynthèse
Le PAF est biosynthétisé par deux voies indépendantes, à savoir la voie de novo et la voie de remodelage. La voie de remodelage commence par un phospholipide et implique une série de réactions enzymatiques qui modifient le phospholipide pour produire du PAF.

### Synthèse chimique
Outre sa biosynthèse naturelle, le PAF peut être produit par synthèse chimique en laboratoire. Cela nécessite l'assemblage contrôlé des différentes unités moléculaires du PAF, notamment le squelette de glycérol, le groupement acétyle en position sn-2, et la chaîne alkyle étherifiée en position sn-1. La synthèse chimique du PAF est utilisée principalement pour des recherches expérimentales, afin d'étudier ses mécanismes d'action, développer des analogues pharmacologiques ou créer des inhibiteurs ciblant son récepteur.